# George Atzerodt
George Andreas Atzerodt (12 de junio de 1835 - 7 de julio de 1865) fue uno de los conspiradores, junto con John Wilkes Booth, en el asesinato del presidente Abraham Lincoln. Era el encargado de asesinar al vicepresidente Andrew Johnson, le faltó coraje y no hizo el intento. Fue ejecutado junto con otros tres conspiradores en la horca.

## Primeros años
Atzerodt emigró de Alemania con su familia en 1843. Como adulto, abrió su propio negocio de reparación de carros en Port Tobacco, Maryland.

## La conspiración
Algunos años después de abrir su negocio de reparación de carros, Atzerodt conoció a John Wilkes Booth en Washington D. C. Atzerodt estaba dispuesto a unirse a una conspiración para secuestrar al presidente Abraham Lincoln, como luego admitió en su juicio, que comenzó el 1 de mayo, de 1865. De acuerdo a la acusación, al fustrarse esa acción, Booth asignó luego a Atzerodt la misión de asesinar al vicepresidente Andrew Johnson el 14 de abril de 1865. Esa mañana, Atzerodt se registró en la habitación 126 en la Kirkwood House en Washington, donde Johnson se estaba quedando. Sin embargo, no pudo reunir el coraje para matar a Johnson, así que comenzó a beber en el bar del hotel. Presuntamente se emborrachó, y pasó la noche caminando por las calles de Washington. Durante su estadía en el hotel, Atzerodt le había preguntado al camarero sobre el paradero de Johnson. Esto despertó sospechas al día siguiente, después del asesinato de Lincoln. Un empleado del hotel contactó con la policía en relación con "un hombre de aspecto sospechoso con un abrigo gris".
La policía militar llevó a cabo una búsqueda en la habitación de Atzerodt el 15 de abril y descubrieron que no había dormido en su habitación la noche anterior. Además, tenía un arma cargada bajo su almohada, como también oculto un cuchillo Bowie. La policía también encontró una libreta de ahorros perteneciente a Booth en la habitación. Atzerodt fue arrestado el 20 de abril, en la casa de su primo, Hartman Richter, en Germantown, Maryland.

## Juicio y ejecución

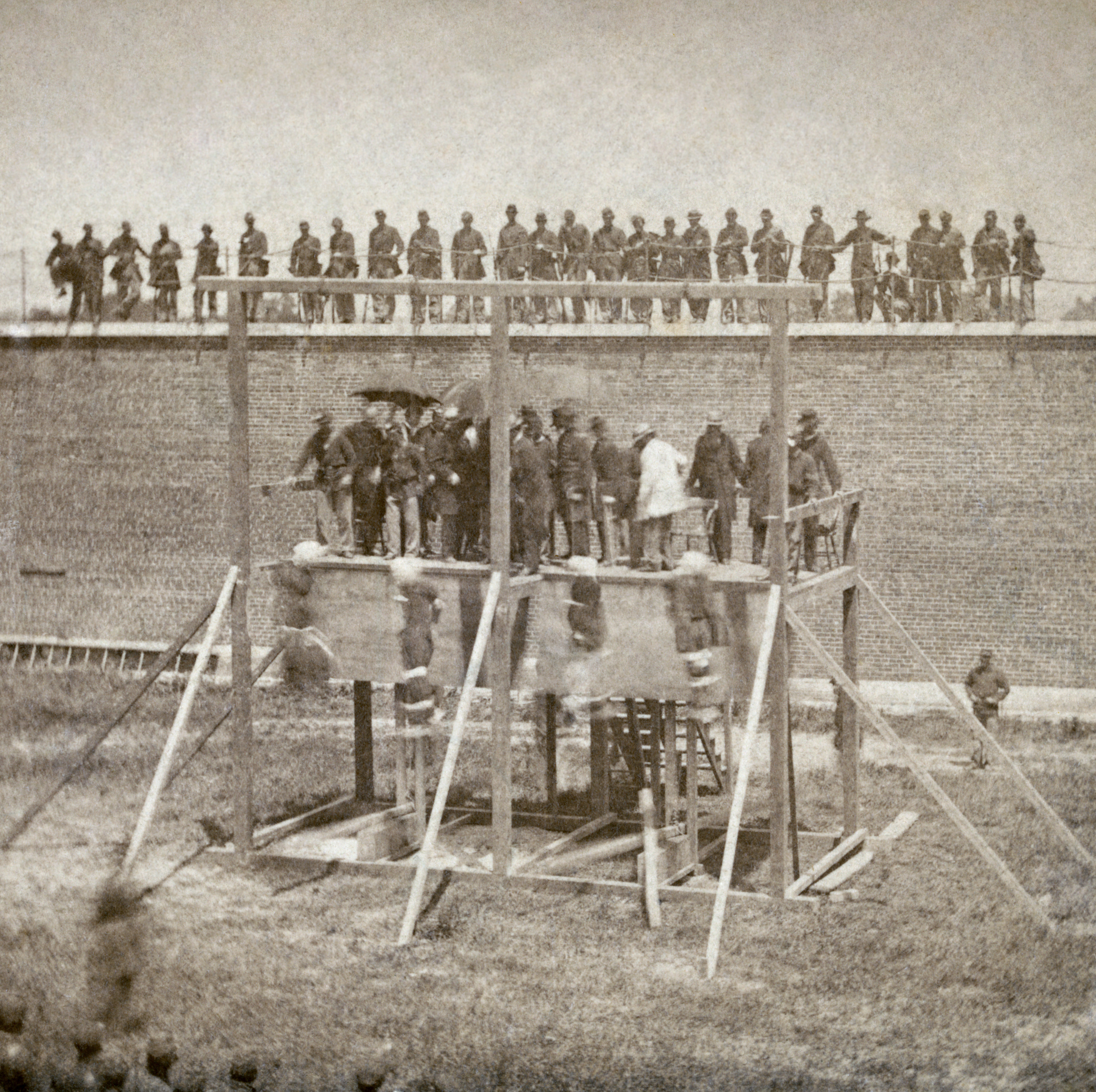
Ejecución de Mary Surratt, Lewis Powell, David Herold y George Atzerodt el 7 de julio de 1865 en Fort McNair, en Washington D. C.

El abogado de Atzerodt, el capitán William Doster, dijo a la corte que él intentó "mostrar que George Atzerodt era un cobarde constitucional; que sí él hubiera tenido la tarea de asesinar al vicepresidente, nunca podría haberlo hecho; y eso, a partir de su cobardía conocida, indicaría que Booth probablemente no le asignó a él tal obligación." Sin embargo, esto fue en vano.
Después de la condena, Atzerodt ofreció una confesión al reverendo Butler, un ministro que fue a su celda para darle consuelo. Butler dijo que Atzerodt admitió que él de hecho fue a la reunión en marzo para ayudar a planear el secuestro del presidente Lincoln mientras asistía a una obra en un hospital. Atzerodt dijo que oyó por primera vez sobre el plan de Booth para asesinar al presidente dos horas antes del tiroteo. Atzerodt dijo que Booth realmente quería que David Herold asesinara al vicepresidente Johnson porque pensaba que Herold tenía "más arranque" que Atzerodt. Atzerodt dijo que Booth lo quería para "ser el respaldo" de Herold y "darle más valor".
Atzerodt y otros tres conspiradores condenados (Mary Surratt, Lewis Powell y David Herold) fueron ahorcados en Washington D. C., el 7 de julio de 1865. Las últimas palabras de Atzerodt fueron: "Que todos nos encontremos en el otro mundo. Dios me llevará ahora." No murió instantáneamente, su cuello no se rompió en el impacto, y su cuerpo se estremeció durante varios minutos antes de morir. Atzerodt está enterrado bajo el nombre ficticio de Gottlief Taubert en el cementerio St. Paul's Lutheran en Druid Hill Park en Baltimore, Maryland.